# 239307 Kruchynenko
239307 Kruchynenko è un asteroide della fascia principale. Scoperto nel 2007, presenta un'orbita caratterizzata da un semiasse maggiore pari a 2,4235553 UA e da un'eccentricità di 0,2489183, inclinata di 13,89293° rispetto all'eclittica.